# Eufijia dimidiata
Eufijia dimidiata är en tvåvingeart som beskrevs av Mario Bezzi 1928. Eufijia dimidiata ingår i släktet Eufijia och familjen vapenflugor.
Artens utbredningsområde är Fiji. Inga underarter finns listade i Catalogue of Life.